# Кардашівка (Полтавський район)
Кардаші́вка —  село в Україні, у Диканській селищній громаді Полтавського району Полтавської області. Населення становить 3 осіб. До 2020 орган місцевого самоврядування — Великобудищанська сільська рада.

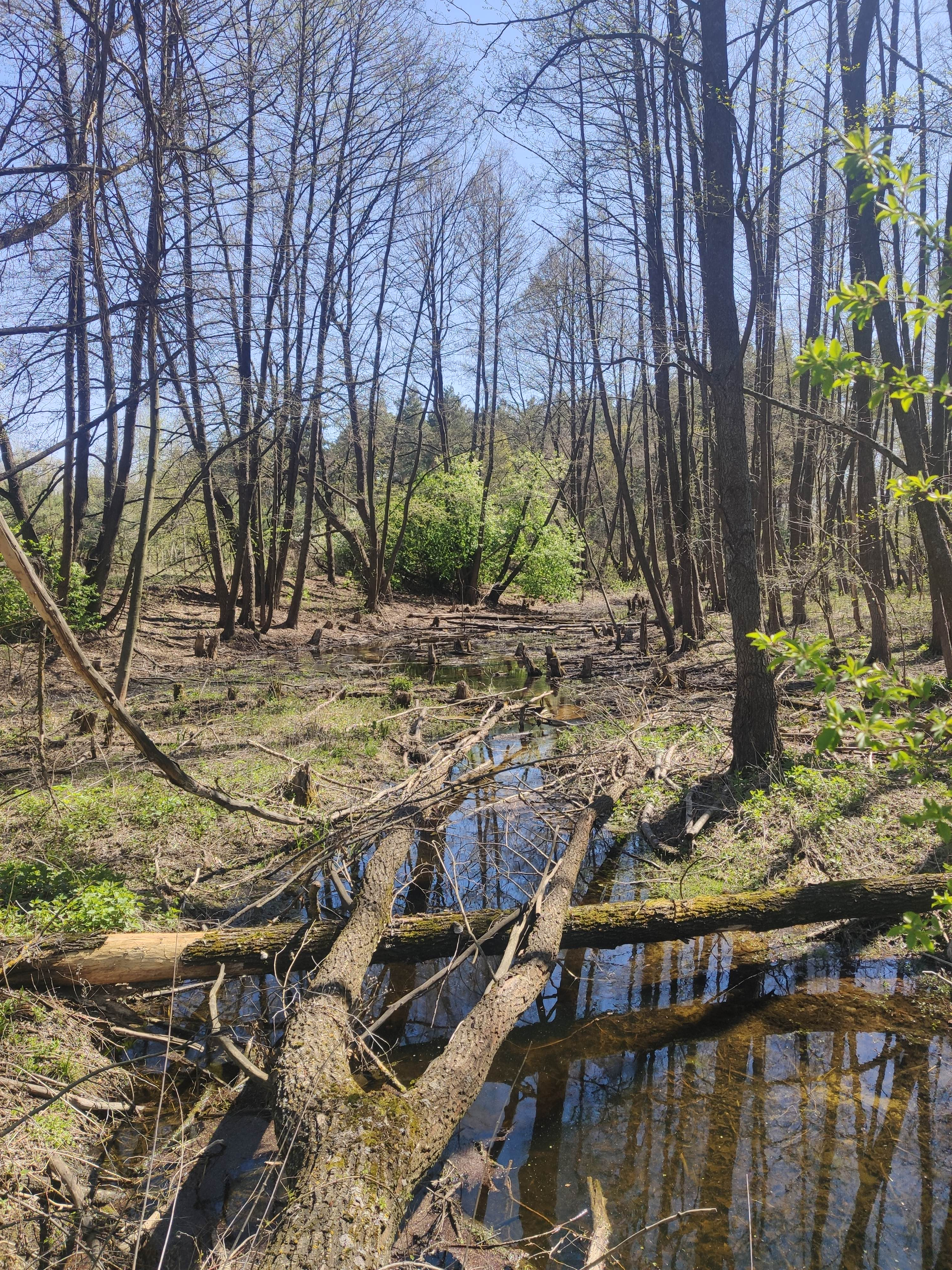
Стариця Доброшин на східній околиці села

## Географія
Село Кардашівка знаходиться на правому березі правої стариці Доброшин річки Ворскла. На відстані 2 км села Великі Будища, Писарівщина та Карабазівка. Село оточене лісовими масивами урочище Маньківщина та урочище Гуменський Ліс (дуб, в'яз).

## Історія
Село відоме з другої половини XVII ст.
12 червня 2020 року, відповідно до розпорядження Кабінету Міністрів України № 721-р «Про визначення адміністративних центрів та затвердження територій територіальних громад Полтавської області», село увійшло до складу Диканської селищної громади.
19 липня 2020 року, в результаті адміністративно - територіальної реформи та ліквідації Диканського району, село увійшло до складу новоутвореного Полтавського району.